# RA 12 (Italië)
De RA 12 of Raccordo autostradale Chieti-Pescara is een Raccordo Autostradale (autosnelweg) in Italië. De RA12 vormt de verbinding tussen de SS5 bij Chieti en de SS16dir/C bij Pescara. De RA12 is 14 kilometer lang. 